# エリック・ハイデン
エリック・ハイデン（Eric Arthur Heiden、1958年6月14日 - ）は、アメリカ合衆国のスピードスケート選手、自転車競技選手、整形外科医。

## プロフィール
ウィスコンシン州マディソンの出身。ドイツ系アメリカ人。
1980年に地元で行われたレークプラシッドオリンピックにおいて男子スピードスケートで500m、1000m、1500m、5000m、10000mの5種目すべてで金メダルを獲得、「パーフェクト・ゴールドメダリスト」と呼ばれた。
また妹のベス・ハイデンも女子3000mにて同大会で銅メダルを獲得している。
スケート引退後はウィスコンシン大学医学部を卒業、現在は整形外科医。

## 完全制覇までの道のり

### 挫折から無敵の存在へ
ハイデンは幼少時から、スポーツマニアの父により様々な競技をさせられていた。初めてスケートリンクに立ったのは3歳のときだったという。スピードスケートを本格的に始めた高校の時にはすぐに全米でもトップクラスの選手となり、世界ジュニアスプリントで2位に入った。しかし1976年、初めて挑戦したインスブルックオリンピックでは500、1000mとも入賞すら果たせず、当時スケート大国であったソ連やオランダ勢には遠く及ばなかった。
これを機にハイデンは、地元のクラブの女性コーチダイアン・ホルム（札幌オリンピックスピードスケート1500m金メダリスト）に頼み込んで独自の超ハードな練習を徹底的に行い、驚異的な肉体を身につけた。太ももの太さは74センチに達していたという。それでも本人もコーチも未知のトレーニング（オイルを塗った床の上ですべる練習やゴムチューブを巻きつけて引っ張り遠心力に耐える等）であったため、実際に成功に結びつくか不安があった。またコーチもナショナルチームのコーチではなく、単なる地元のスケート教室のトレーナーだったため、旅費を捻出できずヨーロッパ遠征にも同行できなかった。
しかし、結局ハイデンは1977年から1979年までスプリント、オールラウンドの両世界選手権を連覇して正に無敵の存在となり、本場のヨーロッパ勢を唖然とさせることとなった。また、そのトレーニング方法も今日では普通にスピードスケートの選手が取り入れるポピュラーなものとなったのである。世界記録も何度も更新し、万全の体制で1980年、地元のレークプラシッドで行われる冬季オリンピックに臨むこととなる。

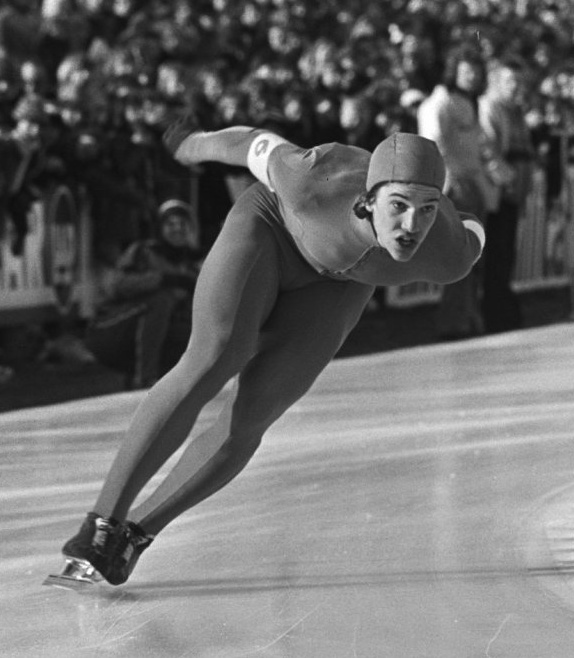
1977年

### 史上唯一の完全制覇

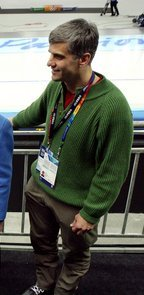
トリノオリンピックでのハイデン

1980年の冬季オリンピック・レークプラシッド大会は、ハイデンの全種目制覇に世界の注目が集まった。地元アメリカの選手であり、21歳という若さにもかかわらずスピードスケートの頂点に君臨していたこと、また種目間にインターバルが十分取れるという日程もあり、ハイデン本人も完全制覇を意識していた。しかし実際には強力なライバルもおり、容易ではなかった。
最初の種目は500mだが、これが特に不安視されていた。同走のソ連のエフゲニー・クリコフは当時の世界記録保持者、しかもハイデンは不利なアウトスタートだった。さらに悪いことに、ハイデンは最初のスタートでフライングを犯し、やり直しとなったスタートでクリコフの先行を許してしまう。クリコフのリードでレースは進み、ハイデンの夢は早くも打ち砕かれてしまうのかと思われた時、クリコフがカーブで大きくバランスを崩し、そのお陰でハイデンは逆転し金メダルを獲得することができた。クリコフは猛烈な追い上げで銀メダルとなったが、ミスがなければまずハイデンを破っていたと思われる。
続く5000mはハイデン自身、「体力的にもっともきつい」と言っていたレースである。結果は僅差の争いを1秒差で制し優勝、「ラッキーだったよ」と語った。
インターバルを置いた1000mは五種目中唯一、問題なく制覇し三冠を達成した。
しかし続く1500mでは、快調に滑り余裕をもって優勝かと思われた矢先の600m付近で大きくバランスを崩し、転倒しかけてしまう。それでも強靭な太ももとボディバランスで持ち直し、4つ目の金メダルを獲得。安堵感からかインタビューでは感想を求められての第一声で「ワーオ!」とおどけて見せている。
そしてインターバルを置いてついに最終種目10000mに臨むことになるが、ここに一番の難関が待ち構えていた。前日に、ハイデンはアイスホッケーのアメリカ対ソ連の試合を観戦していた。学生中心で臨んだアメリカが、最強と言われていたソ連チームを破った試合に熱狂し、興奮のあまり夜なかなか眠れなかったという。おかげでハイデンは翌日スケート会場に遅れて到着し、コーチや関係者をやきもきさせた。
そんな中臨んだ最終種目10000mでは、またしても当時の世界記録保持者と同じ組で滑ることになる。その相手、ソ連のビクター・ラスキンは個人の記録以上に、スケート大国の威信に懸けてハイデンの全種目制覇を阻まんと燃えていた。スタート直後から飛ばし、ハイデンのペースを狂わせる作戦に出たラスキンにハイデンは大きく取り残され、精神的にかなりのプレッシャーを課されることとなった。それでもコーチは構わずペースを守り続けるよう冷静に指示を出す。結局5000m付近でラスキンは失速し、逆にハイデンの独走となった。
しかし最終種目だけにこれまでの疲労の蓄積は並大抵ではなくしかも寝不足でもあり、プレッシャーをかけられ続けていたハイデンの方としても、周回を重ねるごとに体力は限界に近づき、もはや腰を曲げている状態だけでも耐えられなくなってきたという。最後は正に残りの気力を振り絞ってのフィニッシュとなった。その結果は、世界記録を大幅に更新しての金メダル獲得。空前絶後の完全制覇を達成し、当時アメリカと冷戦状態にあったソ連の新聞も「記録に残る勝利」としてハイデンの栄誉をたたえた。

### オリンピック後
全米の英雄となったハイデンではあるが、五輪後にあっさりとスケート競技から引退し、大学の医学部に戻ることを表明した。殺到したコマーシャル出演の話は全て断り、「自分の金メダルを金儲けには利用したくない」と述べた。
ところが翌1981年、妹のベスが1980年の世界選手権・個人ロードレースで優勝を果たした影響を受け、セブンイレブンと契約を結んで、自転車競技のプロロードレース選手に転身。1985年、全米プロ自転車選手権ロードレース（現 フィラデルフィア・インターナショナル・チャンピオンシップ）の初代優勝者となった。
翌1986年、セブンイレブンチームとしても初参加となったツール・ド・フランスに同チームの一員として参加、しかし、第18ステージで途中棄権した。なお、自転車競技選手としては1990年まで現役を続けた。

## エピソード
インタビューで、金メダルをどうしているかと聞かれた時には「ベッドの下に突っ込んでいるよ」「結果は確かに良かったけど、そこに至る過程、いかに努力したかそしてベストを尽くしたことがもっと重要なんだよ」と述べた。
1988年に全種目入賞を果たした橋本聖子も1992年アルベールビルオリンピックでハイデンからアドバイスを受け、1500mで銅メダルを獲得した（日本の女子選手初の冬季五輪メダル獲得）。橋本はハイデンのようなオールラウンド・スケーターをモットーとした。